# Tilley (Alberta)
Tilley est un hameau (hamlet) du Comté de Newell, situé dans la province canadienne d'Alberta.

## Démographie
En tant que localité désignée dans le recensement de 2011, Tilley a une population de 352 habitants dans 134 de ses 146 logements, soit une variation de -7,6 % par rapport à la population de 2006. Avec une superficie de 0,683 8 km2, le hameau possède une densité de population de 514,770 4 hab/km2 en 2011.
Concernant le recensement de 2006, Tilley abritait 381 habitants dans 138 de ses 148 logements. Avec une superficie de 0,624 0 km2, le hameau possédait une densité de population de 610,6 hab/km2 en 2006.